# 나탈리야 네프랴예바
나탈리야 미하일로브나 네프랴예바(러시아어: Ната́лья Миха́йловна Непря́ева, 1995년 9월 6일~)는 러시아의 크로스컨트리 스키 선수이다. 2018년 동계 올림픽에서 여자 계주 동메달을 획득했고, 2022년 동계 올림픽에서 여자 스키애슬론에서 은메달을 획득했다.